# 气质 (心理学)
在心理學中，氣質（英語：Temperament）泛指在行為上的一致個體差異，這些差異是基於生物學的，相對獨立於學習、價值觀和態度的體系。
氣質描述了生物的行為和反應方式，即其行為方式。 這是深植於個體之中的，包括情緒、肢體運動、注意力相關的反應和自我調節。 該術語描述了行為的相對恆定（因此是典型的）特徵，例如耐力、刺激閾值、情緒等。
一些研究人員指出，氣質與行為的正式動態特徵有關，例如精力充沛的方面、可塑性、對特定強化物的敏感性和情緒。氣質特徵（如神經質、社交性、衝動性等）是一生中不同的行為模式，但它們在兒童中最為明顯，研究也最多。 嬰兒通常用氣質來描述，但 1920 年代的縱向研究開始將氣質確定為在整個生命週期中穩定的東西。
對氣質及其相關行為模式的傳統劃分高度依賴於文化。 最著名的有古希臘和古中國的氣質分類。

## 歷史
在西方歷史上，氣質產生於體液學說，它認為人類身體內，不同體液間產生的平衡關係，造就了一個人的性格，可分成四種氣質。在中國歷史上，理學家認為，因為在出生時，受到不同的氣所影響，每個人會產生不同的氣質。
最早期古希臘的醫學理論認為人體是由四種體液構成－血液、黏液、黃膽汁和黑膽汁，並對應四種不同的氣質：
胆汁质（兴奋型）：热情、大胆、冲动、情绪变化剧烈。
多血质（活泼型）：直率、风趣、求知欲强、注意力易分散。
粘液质（安静型）：稳重、沉默、踏实、反应较迟钝。
抑郁质（抑制型）：冷漠、孤僻、回憶深刻、悲伤。

## 理論發展
當代心理學中，有不同的科學研究。
在1977年紐約長期縱貫研究實驗者，心理學家透過追蹤超過141名嬰兒至到青年的變化，分辨3種容易小孩（easy babies）、麻煩小孩（difficult babies）、慢熱小孩（slow-to-warm-up babies）。佔了大數41%都是容易小孩。他們比較有低至中度的反應、適應力較高，很容易就形成正常的睡眠及飲食習慣。之後也啟發另一群研究員，以父母對子女的評分而歸納出3種氣質。它們是活動情況（Activity level，坐立不安或肢體移動頻率）、社交性（Sociability，容不容易去結識新朋友）、情緒化（Emotionality，易不易就緊張）。之後再跟進這些小孩長大之後，也發現氣質呈現一樣的樣式。不過其測驗被指沒有採用其他更客觀的準則來判斷。
在1994年，傑羅姆·凱根和他的同事直接在實驗室觀察14-21月大兒童的情況。他們分出兩組的兒童特徵，分別為抑制型（英語：inhibited，或羞怯的）和非抑制型（英語：uninhibited，或粗放的）。前者對陌生人有退縮、焦慮反應，要花更長時間之後才能放鬆下來，也有更多不平常的害怕。當見到陌生的人臉時，他們的杏仁核也有更大活動。而後者則似乎享受一樣的情景，很自然地就在新的環境大笑。之後，實驗員再在他們長大到4.5歲時再進行測驗，發現他們仍呈現相同的模式。儘管如此，環境仍對人們的變化可以影響很大，因為一些較大反應的兒童的母親對他們不會過太保護但有要求，令到他們之後不會這麽怕新事物。也有一些低反應的兒童在之後卻失去了他們以前可以很快放鬆的能力。

## 參看
- 先天与后天
- 表觀遺傳學
- 遺傳

## 引用來源
1. ↑  Rusalov, VM; Trofimova, IN. . 2007.
2. ↑  Friedman, Schustack, Howard S., Miriam W. . USA: Pearson Education. 2016. ISBN 9780133829808.
3. ↑  宗文舉; 石鳳妍; 詹啟生. . 飛翔時代. 2017-12-11  [2019-04-01]. （原始内容存档于2019-04-01） （中文（臺灣））.
4. ↑  . Social Work. 1979-03. ISSN 1545-6846. doi:10.1093/sw/24.2.171 （英语）.
5. ↑  Wyden, Barbara W. . The New York Times. 1971-03-21  [2019-04-01]. ISSN 0362-4331. （原始内容存档于2019-04-01） （美国英语）.
6. ↑  Buss, Arnold H. . . Boston, MA: Springer US. 1991: 43–60. ISBN 9781489906458.
7. ↑  Jill Bowers, , 2013-05-24  [2019-03-30]
8. 1 2  Kagan, Jerome. . Child Development. 1997-02, 68 (1)  [2022-07-20]. doi:10.2307/1131931. （原始内容存档于2022-08-02）.
9. ↑  Blackford, Jennifer Urbano; Avery, Suzanne N.; Cowan, Ronald L.; Shelton, Richard C.; Zald, David H. . Social Cognitive and Affective Neuroscience. 2011-10-01, 6 (5)  [2022-07-20]. ISSN 1749-5024. PMC 3190202 . PMID 20660534. doi:10.1093/scan/nsq073. （原始内容存档于2022-10-16） （英语）.
10. ↑  Shumyatsky, Gleb P.; Malleret, Gaël; Shin, Ryong-Moon; Takizawa, Shuichi; Tully, Keith; Tsvetkov, Evgeny; Zakharenko, Stanislav S.; Joseph, Jamie; Vronskaya, Svetlana; Yin, DeQi; Schubart, Ulrich K. . Cell. 2005-11, 123 (4)  [2022-07-20]. doi:10.1016/j.cell.2005.08.038. （原始内容存档于2022-08-08） （英语）.
11. ↑  Kagan, Jerome; Snidman, Nancy; Kahn, Vali; Towsley, Sara; Steinberg, Laurence; Fox, Nathan A. . Monographs of the Society for Research in Child Development. 2007, 72 (2)  [2022-07-20]. ISSN 0037-976X. （原始内容存档于2022-07-20）.